# Jana Burcseszka
Jana Burcseszka (Szkopje, 1993. július 6. –) macedón énekes. Ő képviselte Észak-Macedóniát a 2017-es Eurovíziós Dalfesztiválon Kijevben. Az elődöntőben 69 pontot gyűjtött, így a 15. helyezést érte el, és ezért nem sikerült bejutnia a döntőbe.

## Zenei karrier
2010-ben jelentkezett egy macedón zenei tehetségkutatóba, a macedón Idol-ba, ahol az ötödik helyezett lett.
2022-ben ő hirdette ki a macedón szakmai zsűri szavazatait az Eurovíziós Dalfesztiválon.